# Cheímarros
Cheímarros (Cheimarros) är en ort i Grekland.   Den ligger i prefekturen Nomós Serrón och regionen Mellersta Makedonien, i den norra delen av landet, 300 km norr om huvudstaden Aten. Cheímarros ligger 40 meter över havet och antalet invånare är 740.
Terrängen runt Cheímarros är kuperad åt sydväst, men åt nordost är den platt. Runt Cheímarros är det ganska tätbefolkat, med 62 invånare per kvadratkilometer. Närmaste större samhälle är Irákleia, 8,2 km norr om Cheímarros. Trakten runt Cheímarros består till största delen av jordbruksmark.